# Francis Lane
Francis Adonijah Lane (ur. 23 września 1874 w Chicago, zm. 17 lutego 1927 tamże) – amerykański lekkoatleta sprinter, medalista olimpijski z Aten z 1896.
Startował na pierwszych igrzyskach olimpijskich w 1896 w Atenach jako student Princeton University. Wystąpił w biegu na 100 metrów. Wygrał w przedbiegu, a w finale zajął 3. miejsce razem z Alajosem Szokolyim z Węgier.
Był jednym z czterech studentów Princeton University, którzy wzięli udział w zawodach lekkoatletycznych (pozostali to: Robert Garrett, Herbert Jamison i jego kuzyn Albert Tyler).
Po ukończeniu studiów na Uniwersytecie w Princeton w 1897 studiował medycynę na Washington University w Saint Louis. Specjalizował się w okulistyce. Był ordynatorem oddziałów szpitalnych w Chicago.